# 松石勝彦
松石 勝彦（まついし かつひこ、1934年5月26日-2017年10月24日）は、日本のマルクス経済学者、一橋大学名誉教授。
大阪生まれ。1960年一橋大学経済学部卒業、1968年京都大学大学院経済博士課程単位取得退学、95年「資本論の解明」で経済学博士。カリフォルニア大学バークレー校、ケンブリッジ大学に学ぶ。1968年一橋大学経済学部専任講師、71年助教授、78年教授、99年定年退官、名誉教授、大妻女子大学社会情報学部教授。中国河南大学名誉教授。専門は経済理論、現代資本主義論。
指導学生に一橋大学名誉教授 福田泰雄、一橋大教授 石倉雅男、立教大学名誉教授 北原徹、法政大学名誉教授 屋嘉宗彦など。

## 著書
- 『独占資本主義の価格理論』新評論 現代経済学叢書 1972
- 『資本論研究』三嶺書房 1983
- 『資本論の基本性格』大月書店 1985
- 『資本論の方法』青木書店 1987
- 『現代経済学入門』青木書店 1988
- 『マルクス経済学』青木書店 1990
- 『資本論の解明』青木書店 1993
- 『コンピュータ制御生産と巨大独占企業』青木書店 1998
- 『『資本論』と産業革命』青木書店 2007

### 共編著
- 『経済原論講義』岡本正共編 有斐閣ブックス 1982
- 『情報ネットワーク社会論』編著 青木書店 1994
- 『現代資本主義と『資本論』 経済学ゼミナール 1』服部文男、下山房雄,金子ハルオ,黒川俊雄共著 新日本出版社 1991
- 『情報ネットワーク経済論』編著 青木書店 1998
- 『現代の経済学入門』編著 同成社 2010

### 翻訳
- W.C.ミッチェル『景気循環』種瀬茂,平井規之共訳 新評論 1972
- デヴィッド・ハーヴェイ『空間編成の経済理論 資本の限界』水岡不二雄ほか共訳 大明堂 1989－90